# Bertholdia flavilucens
Bertholdia flavilucens là một loài bướm đêm thuộc phân họ Arctiinae, họ Erebidae.